# 彩度

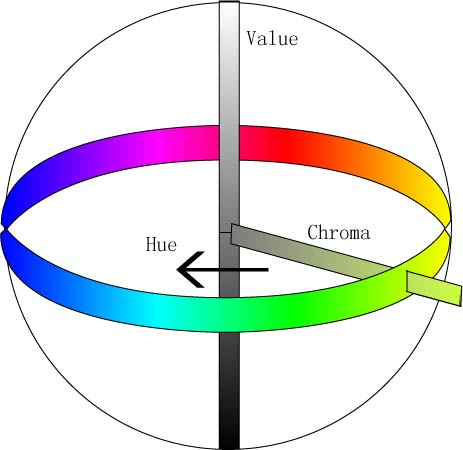
典型的な色空間。色相、明度、彩度からなる。中心軸（無彩色）からの距離が彩度。

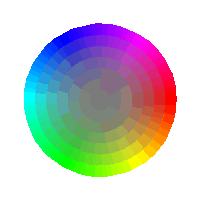
色空間の横断面。中心からの距離が彩度。

彩度（さいど、英: colorfulness, chroma, saturation）は、色の三属性の1つで、色の鮮やかさの尺度である。
彩度は基本的に、色空間の中央軸（無彩色軸）からの距離である。無彩色（白・黒・灰色）で0となり、無彩色軸から離れるにしたがい増し、純色で最大となる。また、彩度は色空間における距離なので、色空間に依存する。たとえば、色空間によっては、純色以外でも彩度が最大になることがある。
英語での名称は、HLS色空間、HSV (HSB) 色空間、PCCSではsaturation（Sと略す）、マンセル表色系ではchroma だが、日本語では区別せず彩度という。ただしsaturationについては飽和度という訳語が使われることもある。また、純色量と訳されることもあるNCSのchromaticness、オストワルト表色系のpurityも彩度と同種の概念である。

## 彩度変化の例
色相・明度を一定とした場合の、彩度の連続的な変化。HLS色空間、NCS、オストワルト表色系などでのもの。HSV色空間、PCCS、マンセル表色系などではこれとは多少異なる。
|  |  |  |  |  |  |  |  |  |  |  |
|  |  |  |  |  |  |  |  |  |  |  |
|  |  |  |  |  |  |  |  |  |  |  |

## 表色系の彩度

### NCS・オストワルト表色系
NCSやオストワルト表色系では、色相以外の属性（ニュアンス）を白、黒、純色の混合率で表す。純色の割合が彩度となる。純色量など別の用語を使うこともある。
NSCではパーセンテージ、オストワルト表色系では8段階に分けて表す。ただし、3色の混合率を表すには2色の率を表すだけでよく、オストワルト表色系では白色量と黒色量を使うため、彩度が明示されることはない。
これらの表色系の色空間は双円錐（算盤の珠）型をしており、彩度が高くなると、明度は50%から大きく離れることができなくなる。

### マンセル表色系・PCCS
マンセル表色系やPCCSの色空間はNCSやオストワルト表色系に似ているが、人間の知覚を重視しているため、歪んだ形をしている。
そのため、彩度が最大のときの明度は必ずしも50%ではなく、色相によって異なる。例えば黄色では明度が高いとき、紫色では明度が低いとき、彩度を高くできる。
マンセル表色系では彩度の最大値も異なる。最大彩度はマンセル表色系で10から14、PCCSで9である。

## HLS・HSV色空間の彩度

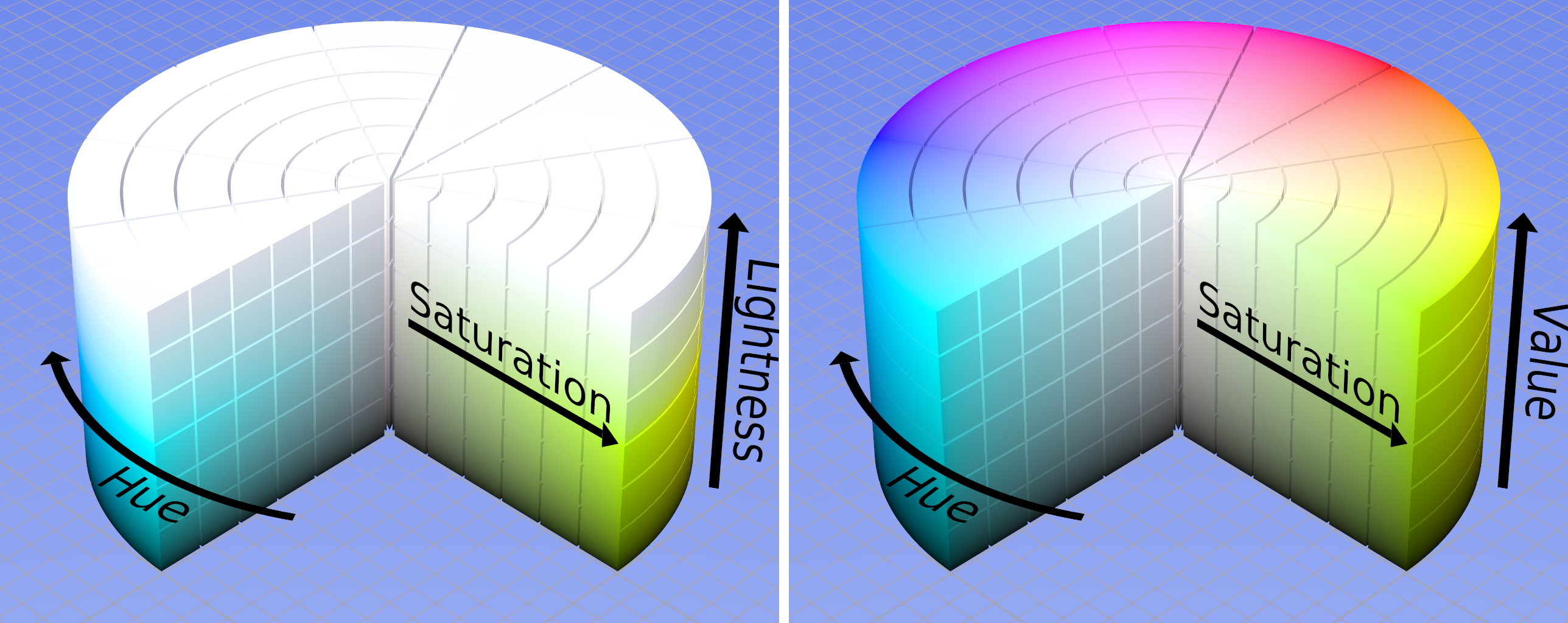
HLS色空間（左）とHSV色空間（右）での彩度 (Saturation)。

HLSやHSV (HSB) の彩度は、0～1または0%～100%で表す。
HLSやHSVの色空間は、NCSなどと異なり、円筒形をしている。そのため、純色以外に彩度が最大となるニュアンスがある。HLSでは清色（純色と白または黒との混合）、HSVでは暗清色（純色と黒との混合）で、彩度が最大になる。
HSVの彩度は、全体の明るさに対する純色の割合を示し、saturationの字義どおりの意味に近い。暗清色でも彩度が最大になるのは、このためである。また、明度が低く黒に近い場合、彩度が大きく変わっても、純色の絶対量はあまりかわらず知覚的には色があまり変わらない。HLSでは同様のことが、明度が高く白に近い場合にも起こる。

### RGBからの算出
RGB色空間の {\displaystyle R,G,B\in [0,1]} から、まず最大と最小
{\displaystyle M=\max(R,G,B)\,}
{\displaystyle m=\min(R,G,B)\,}
を求める。
HLS・HSV色空間の彩度はこの2つの値のみから
{\displaystyle S_{\mathrm {HLS} }={\begin{cases}0&{\mbox{if }}M=m=0\lor M=m=1\\(M-m)/(1-|M+m-1|)&{\mbox{ otherwise }}\end{cases}}}
{\displaystyle S_{\mathrm {HSV} }={\begin{cases}0&{\mbox{if }}M=m=0\\(M-m)/M&{\mbox{ otherwise }}\end{cases}}}
で得られる。
いずれの式でも、M = m つまり R = G = B のとき彩度が0、m = 0 つまり R, G, B いずれかが0のとき彩度が1となることがわかる。
ただし、HLSでは白または黒、HSVでは黒の場合、そのままでは彩度が不定となってしまうので、例外処理をして、それらの場合の彩度を0と定めている。